# Adolph Strecker
Adolph Strecker (Darmstadt, 21 de octubre de 1822-Wurzburgo, 7 de noviembre de 1871) fue un químico alemán.

## Biografía
Nacido en Darmstadt el 21 de octubre de 1822, estudió en la Universidad de Giessen, teniendo como profesor a Justus von Liebig. Hacia 1850 realizó experimentos en los que consiguió sintetizar alanina, a partir de acetaldehído, amoníaco y ácido cianhídrico, que terminaron dando nombre a un proceso de síntesis de aminoácidos: la reacción de Strecker. En 1851 ingresó como profesor en la Universidad de Christiania —actual Oslo—. Se casó el 3 de julio de 1852, pero su mujer falleció apenas un año más tarde, el 13 de octubre de 1853. Durante su estancia en Noruega realizó estudios sobre distintos compuestos, como el ácido propanoico, ácido nitrosalicílico, las acetamidas, el ácido láctico, la piperina, la arbutina, la transformación de la guanina en xantina, aloxana, el ácido vulpínico, entre otros muchos. En 1860 aceptó un empleo como profesor en la Universidad de Tubinga, para trasladarse de nuevo en 1870 a Wurzburgo. Falleció en Wurzburgo el 7 de noviembre de 1871.